# Steinar Ege
Steinar Ege (* 10. April 1972 in Kristiansand, Norwegen) ist ein ehemaliger norwegischer Handballtorwart.

## Karriere
In seiner Jugend- und Amateurzeit spielte Ege bei den norwegischen Vereinen Kristiansand IF, Øyestad IF, Stavanger IF und Viking HK. Seine Profikarriere begann 1997 beim deutschen Bundesligisten VfL Gummersbach. 1999 wechselte er zum THW Kiel, mit dem er unter anderem zweimal deutscher Meister wurde. Am 29. November 2002 wurde Ege vom THW Kiel bis zum Saisonende an den spanischen Erstligisten CBM Gáldar ausgeliehen. Anschließend kehrte er zum VfL Gummersbach zurück. 2006 ging er von Gummersbach zum dänischen Verein FCK Håndbold. Nach vier Jahren beim FCK schloss Ege sich AG København an. Nach der Insolvenz von AG København beendete er im Sommer 2012 seine Karriere. Im März 2015 wurde Ege vom THW Kiel bis zum Saisonende 2014/15 reaktiviert.
Steinar Ege spielte in der norwegischen Handballnationalmannschaft, für die er 262 Länderspiele bestritt und ein Tor erzielte.
Nach seinem Karriereende wurde er Torwarttrainer der norwegischen Nationalmannschaft.

## Sonstiges
Der gelernte Zimmermann ist verheiratet und hat eine Tochter. Seine Ehefrau Lene spielte ebenfalls professionell Handball.

## Sportliche Erfolge
- Deutscher Meister 2000, 2002, 2015
- DHB-Pokal-Sieger 2000
- Champions-League-Finalist 2000
- EHF-Pokal-Sieger 2002
- Wahl zum besten Torhüter Norwegens 2006
- Dänischer Meister 2008, 2011, 2012
- Dänischer Pokal 2010